# Maria Ossowska
Maria Niedźwiecka conocida como Maria Ossowska (Varsovia, 16 de enero de 1896-Ibidem, 13 de agosto de 1974) fue una socióloga polaca y filósofa social. 

## Vida
Estudiante del filósofo Tadeusz Kotarbińesquí, recibió originalmente en 1925 un doctorado en filosofía en la Universidad de Varsovia con una tesis sobre Bertrand Russell. En trabajos más tardíos, se enfoca en la filosofía y sociología de la ética. Ossowska es a menudo mencionada como miembro de la Escuela de Leópolis-Varsovia.
De 1941 a 1945, Ossowska enseñó en el sistema universitario clandestino polaco. Entre 1945 y 1948 fue profesora en la Universidad de Łódź, y luego en la Universidad de Varsovia. Se le prohibió dar clases entre 1952 y 1956, mientras que la sociología fue retirada de las  universidades polacas como disciplina "burguesa". De 1952 a 1962, dirigió el Instituto para la Historia y Teoría de la Ética dentro del Instituto de Filosofía y Sociología de la Academia Polaca de Ciencias (PAN). En 1972 las autoridades comunistas otorgaron a Ossowska un Premio Nacional Polaco (Polska Nagroda Państwowa yo stopnia), el galardón estatal polaco más importante.
Ossowska estuvo casada con el sociólogo Stanisław Ossowski, con quien colaboró estrechamente en investigación y enseñanza.
Maria Ossowska y Stanisław Ossowski están considerados entre los fundadores del campo de "ciencia de la ciencia" debido a su autoría en el trabajo precursor de 1935 titulado "La Ciencia de la Ciencia."

## Trabajos
- 1925 (como Maria Niedźwiecka): Ontologia Bertranda Russell [La ontrología de Bertrand Russell]. Varsovia.
- 1946: Wzór obywatela w ustroju demokratycznym [El modelo del ciudadano en el sistema democrático]. Warszawa: Zarząd Główny Towarzystwa Uniwersytetu Robotniczego.
- 1947: Podstawy nauki o moralności [Bases de la ciencia de la moral]. 2nd edition 1994, ed. by Paweł J. Smoczyński. Wrocław: Zakład Narodowy im. Ossolińskich. ISBN 83-04-04075-1
- 1949: Motywy postępowania: Z zagadnień moralności [Las motivaciones de la acción: sobre los problemas de la ética]. Warszawa: Książka i Wiedza. 3rd edition 2002. ISBN 83-05-13245-5
- 1956: Moralność mieszczańska [Moral burguesa]. 2nd edition 1985. Wrocław: Zakład Narodowy im. Ossolińskich. ISBN 83-04-01877-2 
(English translation 1986: Bourgeois morality. London/New York: Routledge & Kegan Paul. ISBN 0-7100-9782-4
- 1957: O pewnych przemianach etyki walki [Sobre ciertos cambios en la ética de la lucha]. 2nd edition 1977. Warszawa: Niezależna Oficyna Wydawnicza (a Samisdat edition)
- 1963: Socjologia moralności: zarys zagadnień [La sociología de la moral: delineamiento de sus problemas]. 4th edition 2005. Warszawa: Państwowe Wydawnictwo Naukowe. ISBN 83-01-14009-7 
English translation 1971: Social determinants of moral ideas. Philadelphia: University of Pennsylvania Press, 1971 edition London/New York: Routledge & Kegan Paul. ISBN 0-7100-7013-6
- 1966: Myśl moralna Oświecenia angielskiego [El pensamiento moral de la Ilustración Inglesa]. Warszawa: Państwowe Wydawnictwo Naukowe.
- 1970: Normy moralne: próba systematyzacji [Normas morales: un intento de sistematización]. 4th edition 2000. Warszawa: Państwowe Wydawnictwo Naukowe. ISBN 83-01-13278-7) 
 English translation 1980: Moral norms: a tentative systematization. Warszawa: Polish Scientific Publ. ISBN 83-01-01297-8
- 1973: Ethos rycerski i jego odmiany [Los valores de hidalguía y sus variedades], 3rd edition, 2000, Warsaw, Państwowe Wydawnictwo Naukowe, ISBN 83-01-13277-9.
- 1983: O człowieku, moralności i nauce: miscellanea [Sobre el Hombre, la moral y la ciencia]:  ed. by Maria Ofierska and Maria Smoła. Warszawa: Państwowe Wydawnictwo Naukowe. ISBN 83-01-00801-6
- 1992: Wzór demokraty: cnoty i wartości [El modelo de un demócrata: virtudes y valores] Lublin: Daimonion. ISBN 83-900135-3-3
- 2002: Intymny portret uczonych: korespondencja Marii i Stanisława Ossowskich [Un retrato íntimo de una pareja erudita: la correspondencia de Maria Ossowska y Stanisław Ossowski], ed. by Elżbieta Neyman. Warszawa: Wydawnictwo "Sic!". ISBN 83-88807-13-7.